# Eulamprus tryoni
Eulamprus tryoni là một loài thằn lằn trong họ Scincidae. Loài này được Longman mô tả khoa học đầu tiên năm 1918.